# Кагань (Путивльский район)
Кагань (укр. Кагань) — село,
Стрельниковский сельский совет,
Путивльский район,
Сумская область,
Украина.
Код КОАТУУ — 5923887703. Население по переписи 2001 года составляло 43 человека .

## Географическое положение
Село Кагань находится на левом берегу реки Клевень,
выше по течению на расстоянии в 4,5 км расположено село Стрельники,
ниже по течению на расстоянии в 4 км расположено село Яцыно,
на противоположном берегу — село Волокитино.
Река в этом месте извилистая, образует лиманы, старицы и заболоченные озёра.